# 鈴木路子
鈴木 路子（すずき みちこ、1940年（昭和15年） - ）は、日本の教育学者。東京福祉大学大学院教育学研究科教授、東京学芸大学名誉教授。教育学博士（東京大学）。専門は環境教育学、健康教育学、発育発達学。

## 経歴
1940年（昭和15年）、上海市に生まれる。1959年（昭和34年）に東京都立小石川高等学校を卒業。1963年（昭和38年）にお茶の水女子大学文教育学部を卒業し、1970年（昭和45年）に東京大学大学院教育学研究科博士課程単位取得。1983年（昭和58年）、「学習環境としての室内至適温度に関する教育生理学的研究」により、東京大学から教育学博士を取得。
東京学芸大学教育学部教授、東京学芸大学大学院連合学校教育学研究科博士課程教授を経て、2004年より東京福祉大学大学院教育学研究科教授。

## おもな著書

### 単著
- 『人間環境教育学 教育生理・生態学的アプローチ』、家政教育社、2017年　ISBN 978-4-7679-2109-9

### 編著
- 『人間環境・教育福祉論』、光生館、2007年　ISBN 978-4-332-60089-3
- 『教育健康学 教育と医療の接点を求めて』、ぎょうせい、1999年　ISBN 4-324-05915-2
- 『くらしの科学としての人間環境学』、福村出版、1995年　ISBN 4-571-41004-2
- 『教育の基礎としての健康の科学』、ぎょうせい、1990年　ISBN 4-324-02194-5
- 『保健・衛生ノート 保健科教育にいかす諸科学』、ぎょうせい、1986年　ISBN 4-324-00589-3